# السلالم 2004
السلالم ((بالفرنسية: Soupçons)‏؛ (بالإنجليزية: "The Staircase)‏) و المعروف أيضًا باسم (بالإنجليزية: Death on the Staircase)‏ هو مسلسل قصير تلفزيوني وثائقي بإنتاج فرنسي أنتج عام 2004 باللغة الإنجليزية من تأليف Jean-Xavier de Lestrade حول محاكمة مايكل بيترسون، المدان لقتل زوجته كاثلين بيترسون.بدأ التصوير بعد وقت قصير من لائحة اتهام بيترسون. تم السماح لأطقم التصوير بالوصول إلى عائلة المتهم الكبيرة ومحامي الدفاع وقاعة المحكمة. وتم انتهاء تصوير المسلسل القصير في سبتمبر 2004، وعرض لأول مرة في أكتوبر على قناة كنال+، ومن 10 إلى 14 يناير 2005 على بي بي سي فور (كجزء من سلسلة ستوريفيل الوثائقية)، ومن 4 أبريل إلى 25 أبريل على قناة صندانس. عاد ليستراد لتصوير بيترسون وعائلته في الفترة 2012-2013، حيث غطى التطورات في القضية التي تم إصدارها في تكملة لمدة ساعتين. تم إجراء ثلاث حلقات جديدة مع مزيد من التحديثات لاحقًا لنتفليكس، وفي عام 2018، أضافت قناة البث جميع الحلقات الـ 13 إلى كتالوجها، مما جعلها متاحة كسلسلة واحدة.

## روابط خارجية
- السلالم 2004 على موقع IMDb (الإنجليزية)
- السلالم 2004 على موقع روتن توميتوز (الإنجليزية)
- السلالم 2004 على موقع ليتربوكسد (الإنجليزية)
- السلالم 2004 على موقع كينوبويسك (الروسية)
- السلالم 2004 على موقع قاعدة بيانات الفيلم (الإنجليزية)